# جبريل
جِبْرِيل، وتكتب وتنطق كما في بعض القراءات القرآنية جبرائيل، هو مَلَك من الملائكة جاء ذكره في القرآن الكريم كذلك في الأحاديث النبوية الواردة عن النبي محمد، كان ينزل بالوحي على الأنبياء بأمر الله، من ذلك نزوله بالقرآن على النبي محمد.

## معنى الاسم
يستدل عن معنى كلمة جبريل بالحديث الذي أخرجه البخاري عن عكرمة قال: «جبر وميك وسراف: عبد؛ إيل: الله.»، ومنه أنها تعني: «عبد الله»، وفي قول آخر جبريل أو جبرائيل معناها بالعبرية رجل الله فكلمة جبرَ تعني رجل وكلمة إيل تعني الله.

## ألقابه وأعماله المعروفة
ومن ألقابه: أمين الوحي و الروح الأمين و روح من أمر الله و الروح القُدس وهو الملاك الذي نزل بالرسالات على الرسل وهو الذي آزر موسى وشجعه يوم الزينة، وهو الذي بشر سحرة فرعون بقوله موعدكم العصر في الجنة بعد أن صلبهم فرعون في جذوع النخل وكان مع بني إسرائيل وهم يعبرون البحر المنشق، ، وهو الذي نتق الجبل فوق بني إسرائيل وهو الذي بشر مريم بولادة المسيح، فقد ورد في القرآن ﴿فَاتَّخَذَتْ مِنْ دُونِهِمْ حِجَابًا فَأَرْسَلْنَا إِلَيْهَا رُوحَنَا فَتَمَثَّلَ لَهَا بَشَرًا سَوِيًّا ۝١٧﴾ [مريم:17] وفي آية أخرى ﴿قَالَ إِنَّمَا أَنَا رَسُولُ رَبِّكِ لِأَهَبَ لَكِ غُلَامًا زَكِيًّا ۝١٩﴾ [مريم:19] .
كما يسمى ( الروح القُدس ) فقد جاء في سورة النحل عن نزول القرآن بواسطة الملاك جبريل بوصفه الروح القدس ، ﴿قُلْ نَزَّلَهُ رُوحُ الْقُدُسِ مِنْ رَبِّكَ بِالْحَقِّ لِيُثَبِّتَ الَّذِينَ آمَنُوا وَهُدًى وَبُشْرَى لِلْمُسْلِمِينَ ۝١٠٢﴾ [النحل:102] وقد جاء في الحديث النبوي الشريف (إن روح القدس نفث في روعي ، أن نفسا لن تموت حتى تستكمل أجلها، وتستوعب رزقها، فاتقوا الله، وأجملوا في الطلب )

## جبريل مع النبي محمد والمسلمين
- أول لقاء بينهما كان في بادية بني سعد، عندما كان في الرابعة من عمره[5][6] وهو يلعب مع أقرانه، جاءه جبريل وأخذه فصرعه ثم شق صدره، ويروي القصة مسلم في صحيحه عن أنس بن مالك «أن رسول الله ﷺ أتاه جبريل وهو يلعب مع الغلمان فأخذه، فصرعه، فشق عن قلبه، فاستخرج القلب، فاستخرج منه علقة، فقال: هذا حظ الشيطان منك، ثم غسله في طست من ذهب بماء زمزم، ثم لأمه - أي جمعه وضم بعضه إلى بعض - ثم أعاده في مكانه، وجاء الغلمان يسعون إلى أمه - يعني ظئره - فقالوا: إن محمدًا قد قُتل، فاستقبلوه وهو منتقع اللون. قال أنس: وقد كنت أرى أثر ذلك المخيط في صدره.»[7][8]
- وحين بلغ الرسول محمد الأربعين، نزل الوحي عليه لأول مرّة وهو في غار حراء، وتروي عائشة بنت أبي بكر قصة بدء الوحي: «أول ما ما بُدئ به رسول الله من الوحي الرؤيا الصالحة في النوم، فكان لا يرى رؤيا إلا جاءت مثل فلق الصبح، ثم حُبب إليه الخلاء، وكان يخلو بغار حراء، فيتحنّث فيه الليالي ذوات العدد قبل أن ينزع إلى أهله، ويتزوّد لذلك، ثم يرجع إلى خديجة فيتزود لمثلها، حتى جاءه الحقّ وهو في غار حراء، فجاءه الملك جبريل فقال: اقرأ، قال: ما أنا بقارئ. قال: فأخذني فغطّني حتى بلغ مني الجهد، ثم أرسلني فقال: اقرأ، قلت: ما أنا بقارئ، فأخذني فغطني الثانية حتى بلغ مني الجهد، ثم أرسلني فقال: اقرأ، فقلت: ما أنا بقارئ، فأخذني فغطني الثالثة، ثم أرسلني فقال: ﴿اقْرَأْ بِاسْمِ رَبِّكَ الَّذِي خَلَقَ ۝١ خَلَقَ الْإِنْسَانَ مِنْ عَلَقٍ ۝٢ اقْرَأْ وَرَبُّكَ الْأَكْرَمُ ۝٣ الَّذِي عَلَّمَ بِالْقَلَمِ ۝٤ عَلَّمَ الْإِنْسَانَ مَا لَمْ يَعْلَمْ ۝٥﴾ [العلق:1–5].»[9]
- وعن كيفية نزول الوحي عليه، كان الرسول محمد يقول: «أحيانًا في مثل صلصلة الجرس، فهو أشده عليّ فيفصم عني وقد وعيت ما قال، وأحيانًا يتمثل لي الملك (جبريل) رجلاً فيكلمني فأعي ما يقول».
- رافق الرسول محمد خاتم رسل الله في رحلة الإسراء إلى المسجد الأقصى والمعراج إلى السماء وأتى له بالبراق ومنتهى منزلة جبريل عند سدرة المنتهى.
- وتجسد في صورة الصحابي جميل الهيئة دحية الكلبي ليعلم المسلمين أمور دينهم وكانت تحيته لرسول الله: السلام يقرؤك السلام.
- وإذا أحب الله عبدا أمر جبريل بحبه فيحبه وينادي أن الله يحب فلان فأحبوه فيحبه أهل السماوات والأرض.
- نزل على الرسول محمد، وقد نزل عليه مره في حجرته وهو مع زوجته خديجة بنت خويلد وأقرأها السلام عن طريق الرسول محمد وهي لا تراه.
- وهو قائد الملائكة المنزلين والمردفين في غزوة بدر يقاتلون بجانب المؤمنين ويضربون الكافرين فوق رقابهم وعلى أطراف أصابعهم وأفضاله على المؤمنين لا تحصى.

## ذكره فيالقرآن
نص القرآن والسنة النبوية على جملة من صفات جبريل، فقد ورد في القرآن ذكر شيء من صفة خلقه، فوصفه الله بالقوة فقال عنه: ﴿ذِي قُوَّةٍ عِنْدَ ذِي الْعَرْشِ مَكِينٍ ۝٢٠﴾ [التكوير:20].
وقال عنه كذلك: ﴿عَلَّمَهُ شَدِيدُ الْقُوَى ۝٥ ذُو مِرَّةٍ فَاسْتَوَى ۝٦﴾ [النجم:5–6].
قال ابن كثير تعليقاً على آية النجم: (ذُو مِرَّةٍ) أي ذو قوة قاله مجاهد والحسن وابن زيد، وقال ابن عباس: ذو منظر حسن، وقال قتادة: ذو خلق طويل حسن، ولا منافاة بين القولين فإنه ذو منظر حسن وقوة شديدة.
ونقل القرطبي في تفسيره عن الكلبي: (وكان من شدة جبريل أنه اقتلع مدائن قوم لوط من الأرض السفلى فحملها على جناحه حتى رفعها إلى السماء حتى سمع أهل السماء نبح كلابهم وصياح ديكتهم ثم قلبها) ثم ساق قصصاً تدل على شدة جبريل وقوته لا تعدو عن أن تكون من الإسرائيليات.
وجاء في البداية والنهاية لابن كثير: وقد ورد في صفة جبريل أمر عظيم قال الله ﴿عَلَّمَهُ شَدِيدُ الْقُوَى ۝٥﴾ [النجم:5] قالوا كان من شدة قوته أنه رفع مدائن قوم لوط وكن سبعاً، بمن فيها من الأمم وكانوا قريباً من أربعمائة ألف، وما معهم من الدواب والحيوان وما لتلك المدن من الأراضي والمعتملات والعمارات وغير ذلك، رفع ذلك كله على طرف جناحه حتى بلغ بهن عنان السماء حتى سمعت الملائكة نباح كلابهم وصياح ديكتهم ثم قلبها فجعل عاليها سافلها فهذا هو شديد القوى.
وذكر في القرآن باسمه صراحة في سورتي البقرة والتحريم:
- ﴿قُلْ مَنْ كَانَ عَدُوًّا لِجِبْرِيلَ فَإِنَّهُ نَزَّلَهُ عَلَى قَلْبِكَ بِإِذْنِ اللَّهِ مُصَدِّقًا لِمَا بَيْنَ يَدَيْهِ وَهُدًى وَبُشْرَى لِلْمُؤْمِنِينَ ۝٩٧ مَنْ كَانَ عَدُوًّا لِلَّهِ وَمَلَائِكَتِهِ وَرُسُلِهِ وَجِبْرِيلَ وَمِيكَالَ فَإِنَّ اللَّهَ عَدُوٌّ لِلْكَافِرِينَ ۝٩٨﴾ [البقرة:97–98].[16]
- ﴿إِنْ تَتُوبَا إِلَى اللَّهِ فَقَدْ صَغَتْ قُلُوبُكُمَا وَإِنْ تَظَاهَرَا عَلَيْهِ فَإِنَّ اللَّهَ هُوَ مَوْلَاهُ وَجِبْرِيلُ وَصَالِحُ الْمُؤْمِنِينَ وَالْمَلَائِكَةُ بَعْدَ ذَلِكَ ظَهِيرٌ ۝٤﴾ [التحريم:4].[17]

## ما جاء في السنة عن جبريل
في نزول الوحي
- عن عبد الله بن مسعود قال: قال رسول الله ﷺ: «إذا تكلم الله بالوحي سمع أهل السماء للسماء صلصلة كجر السلسلة على الصفا، فيصعقون، فلا يزالون كذلك حتى يأتيهم جبريل، حتى إذا جاءهم جبريل فزع عن قلوبهم. قال : فيقولون : يا جبريل ماذا قال ربك؟ فيقول: الحق، فيقولون: الحق، الحق» رواه أبو داود وصححه الألباني.

في خشوعه
- عن جابر بن عبد الله قال: قال رسول الله ﷺ: «مررت ليلة أُسري بي بالملأ الأعلى، وجبريل كالحلس البالي من خشية الله تعالى» صححه الألباني في صحيح الجامع.

في أنه من خير الملائكة
عن رفاعة بن رافع بن مالك قال: «جاء جبريل إلى النبي ﷺ فقال: ما تعدُّون أهل بدر فيكم، قال: من أفضل المسلمين أو كلمة نحوها، قال: وكذلك من شهد بدرًا من الملائكة» صحيح البخاري.
في عِظم خلقته
- قال رسول الله ﷺ: «رأيت جبريل له ستمائة جناح» صححه الألباني في صحيح الجامع.
- عن مسروق قال: «كنت متكئا عند عائشة، فقالت: يا أبا عائشة، ثلاث من تكلم بواحدة منهن فقد أعظم على الله الفرية: من زعم أن محمدا رأى ربه، فقد أعظم الفرية على الله، والله يقول: (لا تدركه الأبصار وهو يدرك الأبصار وهو اللطيف الخبير) (وما كان لبشر أن يكلمه الله إلا وحيا أو من وراء حجاب). وكنت متكئا فجلست فقلت: يا أم المؤمنين، أنظرنيي ولا تعجليني، أليس الله تعالى يقول: (ولقد رآه نزلة أخرى). (ولقد رآه بالأفق المبين) قالت: أنا والله أول من سأل رسول الله ﷺ عن هذا قال: إنما ذلك جبريل وما رأيته في الصورة التي خلق فيها غير هاتين المرتين، رأيته منهبطا من السماء سادا عظم خلقه ما بين السماء والأرض. ومن زعم أن محمدا كتم شيئا مما أنزل الله عليه، فقد أعظم الفرية على الله، يقول الله: (يا أيها الرسول بلغ ما أنزل إليك من ربك) ومن زعم أنه يعلم ما في غد، فقد أعظم الفرية على الله والله يقول: (لا يعلم من في السماوات والأرض الغيب إلا الله)» رواه الترمذي وصححه الألباني.
- عن عبد الله بن عباس: «{مَاَ كَذَبَ الْفُؤَادُ مَا رَأَى} قالَ رأَى رسولُ اللَّهِ ﷺ جبريلَ في حُلَّةٍ من رَفرَفٍ قد ملأَ ما بينَ السَّماءِ والأرضِ» رواه الترمذي وصححه الألباني.